# Balnain
Balnain är en ort i Storbritannien.   Den ligger i kommunen Highland och riksdelen Skottland, i den norra delen av landet, 700 km norr om huvudstaden London. Balnain ligger 122 meter över havet och antalet invånare är 300. Den ligger vid sjön Loch Meiklie.
Terrängen runt Balnain är huvudsakligen lite kuperad. Balnain ligger nere i en dal. Runt Balnain är det mycket glesbefolkat, med 4 invånare per kvadratkilometer. Närmaste större samhälle är Milton, 4,7 km öster om Balnain. Omgivningarna runt Balnain är i huvudsak ett öppet busklandskap.